# سحر (مغنية سورية)
سحر واسمها الحقيقي فضيلة مقلِّي (1935 - 1981) مغنية وممثلة مسرحية سورية، اشتهرت في الستينيات والسبعينيات، وتوفيت في حادث مؤسف أثار جدلًا كبيرًا. ولدت في إدلب وتوفيت في دمشق. وهي زوجة الفنان الممثل خالد تاجا.

## حياتها
ولدت فضيلة مقلِّي ولقبها الفني سحر في إدلب عام 1935. عاشت بين حلب ودمشق. تزوَّجها مطلع السبعينيات الممثلُ السوري خالد تاجا، وبقيت معه حتى وفاتها.

## سيرتها الفنية
عملت في بداية حياتها الفنية في حلب مغنية وممثّلة على مسارحها وفي الفرقة الشعبية للفنون. ثم انتقلت لتسكن في دمشق منذ عام 1960، ومارست نشاطها الفني في الإذاعة والتلفزيون السوري حيث اشتهرت بغناء الموشحات والقدود والقصائد، ولها تسجيلات كثيرة بمفردها أو مع ألمع مطربي حلب في ذلك الوقت ومنهم: محمد خيري، مصطفى ماهر، وسمير حلمي، وصباح فخري. كما شاركت فهد بلان في الأغنية الحوارية الشهيرة آه يا قليبي.
من أغنياتها الشهيرة: الحبايب ع المحبة عودونا التي كتب كلماتها فوزي المغربي ولحنها زهير عيساوي وغناها فيما بعد جورج وسوف، يا طيرة طيري يا حمامة التي غنتها فيما بعد شادية وأغنية شلنا ياهوى عند المغيب وأغنية يا صياد السـمك صدلي بنية وغنت أغاني شعبية معروفة مثل دزني واعرف مرامي وفوق النخل وقدك المياس وعالصالحية يا صالحة. ومن الموشحات التي غنتها الفنانة سحر لا تعذليه فإن العذل يوجعه ووصلة جعلت الشوق بي يلعب وتقاسيم وقصيدة رشأ صافيته ثم صفا وبه قد هام قلبي كلفا.
من المسرحيات التي شاركت فيها: "الحرب" و"غدا تُشرق الشمس".

## وفاتها
لقيت سحر مصرعها في جريمة مروِّعة شهدها ملهى فندق سميراميس في دمشق عام 1981، راح ضحيتها 30 مدنيًّا سوريًّا و27 جريحًا، حيث قام أحد السكارى الحاضرين بتفجير قنبلة أو أكثر في المسرح فقضى كثيرون معها من الفرقة الموسيقية وجرح آخرون منهم. وأثار الحادث جدلًا حينها خاصة أنها أتت في ذروة ما عرفت بأحداث الثمانينات في سوريا حيث كان العنف المسلح بين الحكومة وجماعة الإخوان المسلمين في سوريا في ذروته. ففي حين ذكرت الصحف المحلية بتاريخه أن الجريمة وقعت تحت عنوان "غرام وانتقام" معتبرةً أن عاشقًا قتل معشوقته انتقامًا فيما قالت مصادر إعلامية أخرى في إشارة إلى نقد عنف السلطة أن جنديًّا سوريًّا من سرايا الدفاع التي كان يقودها رفعت الأسد، شقيق الرئيس السوري الراحل حافظ الأسد، كان بين الحضور، حيث طلب الجندي من سحر أن تغني له ما لم تقبل به، وطلب منه الحاضرون منه التزام الصمت والإنصات، فدفعته حالة الثمالة الى تهديد الجمهور بتفجير قنبلة يدوية كان بحوزته، ونفذّ وعيده.
وشارك بتشييع جنازتها كثير من الفنانين والموسيقيين ومنهم شاكر بريخان وزياد مولوي ورفيق سبيعي وصباح فخري وسليم سروة وزوجها خالد تاجا الذي اعتزل الفن بعد رحيلها لثلاث سنوات قبل أن يعود إلى التمثيل عام 1984.